# Klipphoppspindel
Klipphoppspindel (Sitticus pubescens) är en spindelart som först beskrevs av Johann Christian Fabricius 1775.  
Klipphoppspindel ingår i släktet Sitticus och familjen hoppspindlar. Arten är reproducerande i Sverige. Inga underarter finns listade i Catalogue of Life.